# Wasserkraftwerk Meitingen

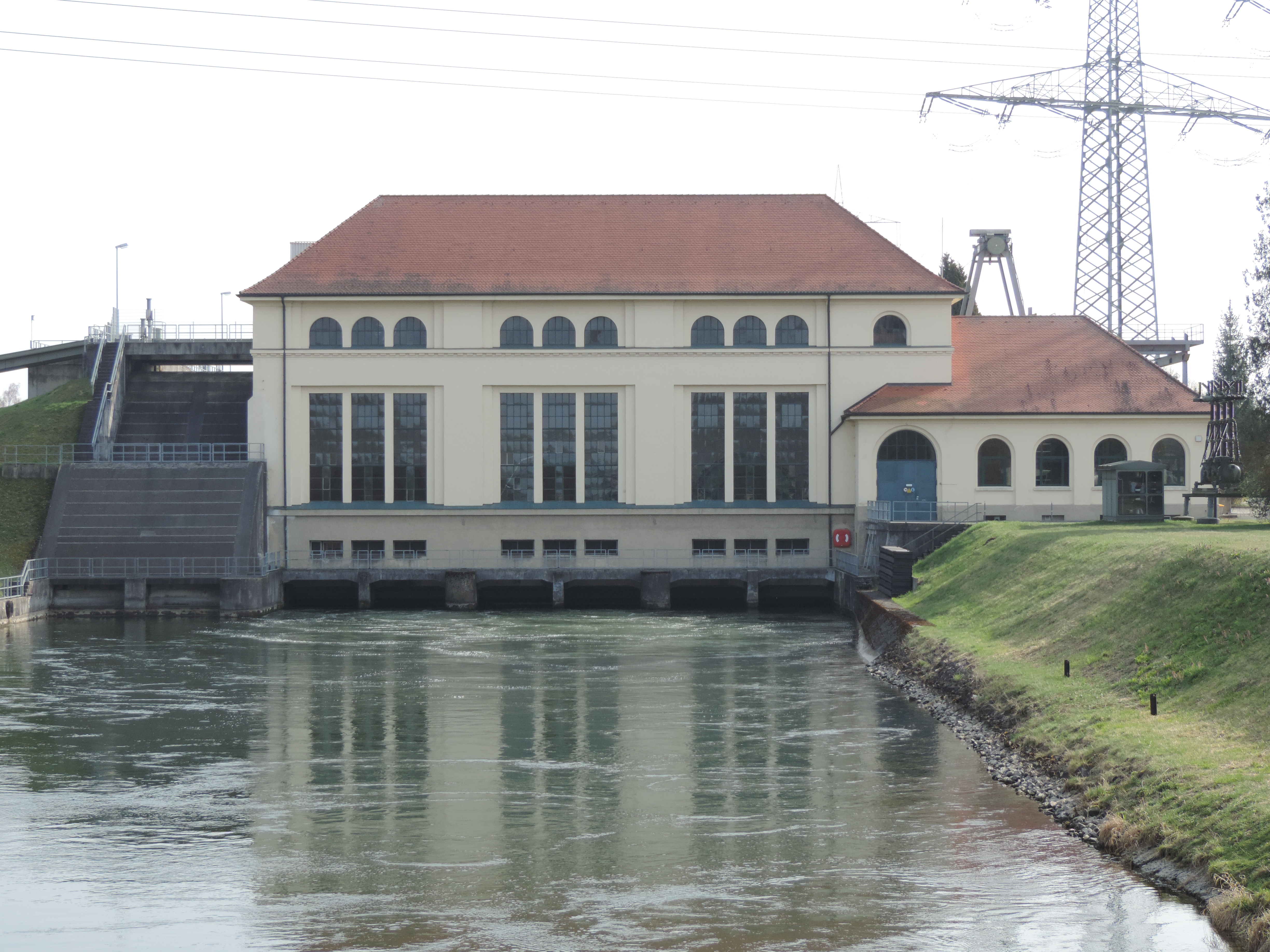
Kraftwerk Meitingen

Das Wasserkraftwerk Meitingen ist das dritte Laufwasserkraftwerk am Lechkanal nördlich von Augsburg in Meitingen. Das denkmalgeschützte Bauwerk mit Originalausstattung ist Teil der UNESCO-Welterbestätte „Augsburger Wassermanagement-System“.

## Geschichte
Der 1898 begonnene Lechkanal wird bei Gersthofen aus dem Lech abgeleitet und wurde in drei Abschnitten erbaut, wobei der letzte, 10 Kilometer lange Abschnitt 1919 bis 1922 für das Kanalkraftwerk Meitingen errichtet wurde. Dieser besitzt bis zu 8 Meter hohe Seitendeiche, die dem Kraftwerk eine Fallhöhe von 13,4 Metern für jährlich rund 83 Millionen Kilowattstunden Strom ermöglichen. Drei Kilometer nördlich mündet der Kanal wieder in den Lech.
Das Kraftwerk der Lechwerke diente zunächst der Stromversorgung des 1923 in Betrieb genommenen Graphitierungswerks des Siemens-Konzerns, 1928 ausgegliedert in die Siemens-Planiawerke AG für Kohlefabrikate, später SIGRI Elektrographit GmbH, heute Teil der SGL Carbon, aber auch allgemein der Elektrifizierung des unteren Lechtals.

## Bauwerk
Das Kraftwerk wurde als quer über dem Kanal liegender Walmdachbau im Stil der Reformarchitektur gebaut, während die oberhalb liegenden Kraftwerke in Gersthofen (von 1901) und Langweid (von 1907) dagegen noch stärker historistische Stilformen zeigen. Lisenen gliedern die dreigeteilte, verputzte Fassade, die durch ein Schein-Mezzanin akzentuiert ist. Hochrechteckige Fenster und kleinere Rundbogenfenster im Schein-Mezzanin beleuchten mit Stahlsprossenfenstern die Generatorenhalle. In dieser arbeiten noch die drei Francis-Doppelturbinen von Voith und die drei AEG-Generatoren mit einer Ausbauleistung von 11.460 kW der Maschinen-Erstausstattung von 1922, die 2016 zur Verbesserung des Wirkungsgrads modernisiert wurden.